# スティーブ・アイザーマン
スティーブン・アイザーマン（英語: Stephen Yzerman、1965年5月9日 - ）は、カナダ連邦ブリティッシュコロンビア州クランブルック出身の元プロアイスホッケー選手である。
ナショナルホッケーリーグ(NHL)の1986-1987 シーズン、21歳でデトロイト・レッドウィングスのキャプテンに就任する。デトロイト・レッドウィングスでは1997年、1998年及び2002年と3度のスタンレー・カップ優勝を経験している。2009年にはホッケーの殿堂入りを果たした。

## 経歴
1981年から1983年まで、ジュニアのオンタリオ・ホッケーリーグのピーターボロ・ペッツでプレーを始めた。ペッツ在籍2年目のシーズンには56ゲーム91ポイントの成績を残すが、これは将来NHLで頭角を現すこととなる選手の成績としては物足りないものであった。その原因は、ペッツにおいては攻撃陣を4ライン持ち、それぞれのラインの出場時間を平均化したためとされる。
1983年のNHLドラフトにおいて、当時レッドウィングスのGMであったジム・デベラーノは、当初はパット・ラフォンテーヌを狙っていた。ところが、ラフォンテーヌはニューヨーク・アイランダーズに1巡目(全体3位)で指名を受けた。そこで、直後の全体4位でレッドウィングスは、アイザーマンを指名した。
このドラフトが終わってみると、レッドウィングスは、アイザーマンの身体（身長5フィート11インチ（約180 cm ）、体重185ポンド（約83.6 kg ））がNHLの中でやっていくには小柄すぎるのではないかとの懸念を持った。そのため、チームはもう1年ジュニアホッケーに出場させるべく、アイザーマンをペッツに送る予定だったが、レギュラーシーズン前のトレーニングキャンプで実力を認められ、1983-1984シーズンにNHLデビューを果たした。
当時のトレーニングキャンプを振り返って、当時マイナーリーグのゴールテンダーを務めていたケン・ホランドは、「1回のセッションを見ただけで、彼が素晴らしいホッケー選手であることがわかった」と話している。
1983年のトレーニングキャンプにアイザーマンが登場したときを振り返って、GMのデベラーノは、「アイザーマンは、瞬く間にうちのベストな選手になった。」と述懐している。
プロとしてのシーズン1年目（1983-1984シーズン）は39ゴール87ポイントを上げ、新人王の投票では2位だった。
1986年にNHL史上最年少でチームのキャプテンに就任した。
1997年はフィラデルフィア・フライヤーズを4連勝のスウィープでレッドウィングスを42年ぶりのスタンレー・カップ優勝に導いた。
1998年もレッドウィングスはワシントン・キャピタルズにスウィープし、2年連続カップ優勝の偉業を達成した。アイザーマンは、カップを受け取ると、先ず始めに、前年に自動車事故で重傷を負ったディフェンスのウラジミール・コンスタンチノフに手渡した。
2001-2002シーズンは持病の膝の怪我を悪化させ、レギュラーシーズン30試合の欠場を余儀なくされた。しかし、もう一方の良い膝で何とか出場し、23ゲームで23ポイントを獲得して、プレーオフ最優秀選手賞（コーン・スマイス賞）は逃したものの、レッドウィングスに過去6年間で3度目のカップ優勝をもたらした。また、ソルトレークシティオリンピックの男子アイスホッケーカナダ代表に選出された。同大会でカナダは金メダルを獲得している。
2002年のシーズンオフには、復活を期し膝の手術を受けた。手術の影響でシーズンの66試合を欠場するが、2003年4月中旬にホームアリーナに登場し、アシストを記録すると、観客はスタンディング・オベーションで彼を迎えた。
2004-2005シーズンの公式戦がロックアウトにより中止されると、アイザーマンの去就も注目されたが、2005年8月2日にレッドウィングスと1年間の契約を更新した。
2006年7月3日、41歳で現役引退を表明。レッドウィングス一筋で22年間を過ごし、リーグ最長記録となる19シーズンにわたって主将を務めた。引退後はレッドウィングスの副社長に就任した。
2007年1月2日、背番号19がレッドウィングスの永久欠番制定セレモニーが開催された。
2010年のバンクーバーオリンピックではカナダ代表の強化責任者を務めた。

## 詳細情報

### 通算成績
| 1983-1984     | デトロイト・ レッドウィングス | NHL           | 80   | 39  | 48   | 87   | 33  | 4   | 3  | 3   | 6   | 0  |
| 1984-1985     | デトロイト・ レッドウィングス | NHL           | 80   | 30  | 59   | 89   | 58  | 3   | 2  | 1   | 3   | 2  |
| 1985-1986     | デトロイト・ レッドウィングス | NHL           | 51   | 14  | 28   | 42   | 16  | -   | -  | -   | -   | -  |
| 1986-1987     | デトロイト・ レッドウィングス | NHL           | 80   | 31  | 59   | 90   | 43  | 16  | 5  | 13  | 18  | 8  |
| 1987-1988     | デトロイト・ レッドウィングス | NHL           | 64   | 50  | 52   | 102  | 44  | 3   | 1  | 3   | 4   | 6  |
| 1988-1989     | デトロイト・ レッドウィングス | NHL           | 80   | 65  | 90   | 155  | 61  | 6   | 5  | 5   | 10  | 2  |
| 1989-1990     | デトロイト・ レッドウィングス | NHL           | 79   | 62  | 65   | 127  | 79  | -   | -  | -   | -   | -  |
| 1990-1991     | デトロイト・ レッドウィングス | NHL           | 80   | 51  | 57   | 108  | 34  | 7   | 3  | 3   | 6   | 4  |
| 1991-1992     | デトロイト・ レッドウィングス | NHL           | 79   | 45  | 58   | 103  | 64  | 11  | 3  | 5   | 8   | 12 |
| 1992-1993     | デトロイト・ レッドウィングス | NHL           | 84   | 58  | 79   | 137  | 44  | 7   | 4  | 3   | 7   | 4  |
| 1993-1994     | デトロイト・ レッドウィングス | NHL           | 58   | 24  | 58   | 82   | 36  | 3   | 1  | 3   | 4   | 0  |
| 1994-1995     | デトロイト・ レッドウィングス | NHL           | 47   | 12  | 26   | 38   | 40  | 15  | 4  | 8   | 12  | 0  |
| 1995-1996     | デトロイト・ レッドウィングス | NHL           | 80   | 36  | 59   | 95   | 64  | 18  | 8  | 12  | 20  | 4  |
| 1996-1997     | デトロイト・ レッドウィングス | NHL           | 81   | 22  | 63   | 85   | 78  | 20  | 7  | 6   | 13  | 4  |
| 1997-1998     | デトロイト・ レッドウィングス | NHL           | 75   | 24  | 45   | 69   | 46  | 22  | 6  | 18  | 24  | 22 |
| 1998-1999     | デトロイト・ レッドウィングス | NHL           | 80   | 29  | 45   | 74   | 42  | 10  | 9  | 4   | 13  | 0  |
| 1999-2000     | デトロイト・ レッドウィングス | NHL           | 78   | 35  | 44   | 79   | 34  | 8   | 0  | 4   | 4   | 0  |
| 2000-2001     | デトロイト・ レッドウィングス | NHL           | 54   | 18  | 34   | 52   | 18  | 1   | 0  | 0   | 0   | 0  |
| 2001-2002     | デトロイト・ レッドウィングス | NHL           | 52   | 13  | 35   | 48   | 18  | 23  | 6  | 17  | 23  | 10 |
| 2002-2003     | デトロイト・ レッドウィングス | NHL           | 16   | 2   | 6    | 8    | 8   | 4   | 0  | 1   | 1   | 2  |
| 2003-2004     | デトロイト・ レッドウィングス | NHL           | 75   | 18  | 33   | 51   | 46  | 11  | 3  | 2   | 5   | 0  |
| 2005-2006     | デトロイト・ レッドウィングス | NHL           | 61   | 14  | 20   | 34   | 18  | 4   | 0  | 4   | 4   | 4  |
| NHL合計：22年 | NHL合計：22年                 | NHL合計：22年 | 1514 | 692 | 1063 | 1755 | 924 | 196 | 70 | 115 | 185 | 84 |

- 1994-95シーズンはロックアウト（英語版）のため48試合制、2004-05シーズンはロックアウトのため中止

### 受賞歴
- レスター・B・ピアソン賞：1989年
- コーン・スマイス賞 - 1998年
- フランク・J・セルケ賞（英語版） - 2000年
- ビル・マスタートン記念賞（英語版） - 2003年
- レスター・パトリック賞（英語版） - 2006年
- NHLオールスターチーム（英語版） - 2000年（ファーストチーム）
- NHLオールスターゲーム出場：9回
- スタンレー・カップ優勝：3回（1997年（英語版）、1998年（英語版）、2002年（英語版））
- NHL最優秀ゼネラルマネージャー賞（英語版）：2015年
- ホッケーの殿堂：2009年
- 国際アイスホッケー連盟殿堂（英語版）：2014年
- 100人の偉大なNHL選手（英語版）：2017年

### 代表歴
アイスホッケーカナダ代表として出場した大会は下記のとおり。
- 1983年アイスホッケー世界選手権（英語版）
- 1985年アイスホッケー世界選手権（英語版）
- 1989年アイスホッケー世界選手権
- 1990年アイスホッケー世界選手権
- 1998年長野オリンピックのアイスホッケー競技
- 2002年ソルトレークシティオリンピックのアイスホッケー競技